# Ленен (Мозель)
Лене́н (фр. Léning) — коммуна во французском департаменте Мозель региона Лотарингия. Относится к  кантону Альбестроф.

## Географическое положение

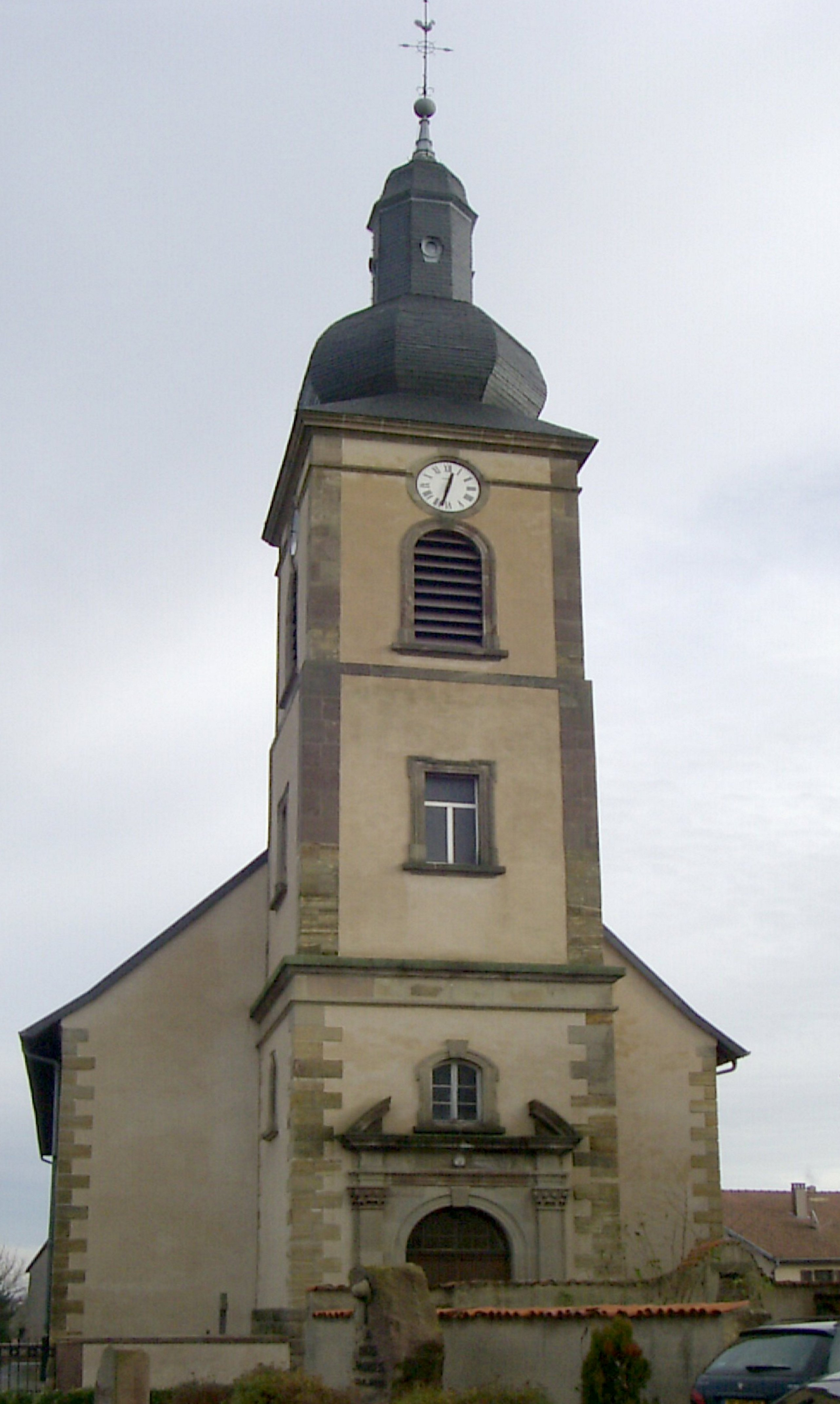
Церковь Сен-Бартелеми в Ленене.

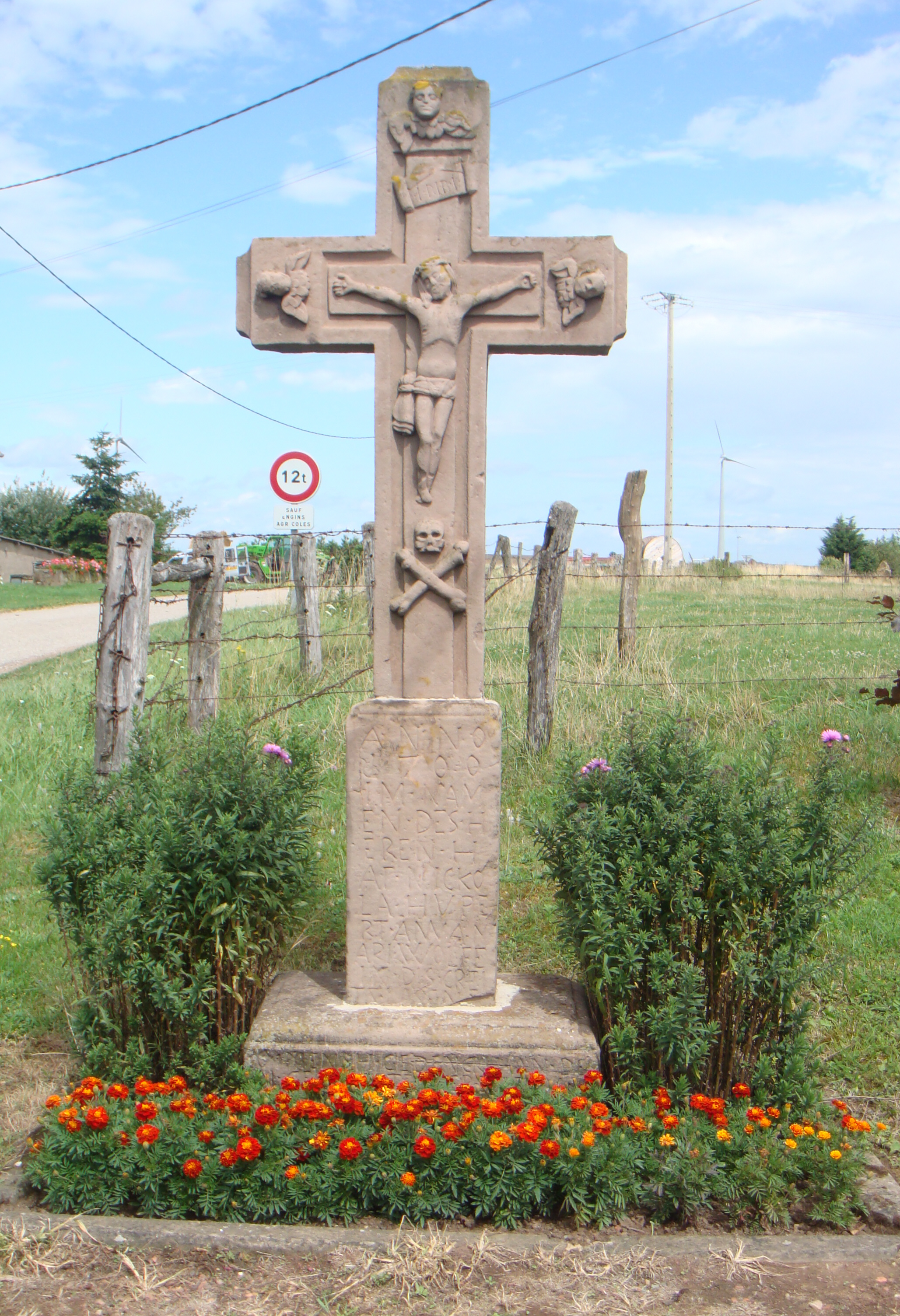
Придорожный крест в Ленене (1700).

Ленен расположен в 50 км к востоку от Меца, 37 км к северу-востоку от Шато-Сален и в 5 км к северо-западу от центра кантона Альбестрофа по соседству с Франкальтрофом. Соседние коммуны: Гренен на северо-востоке, Неллен, Ренен и Энсмен на востоке, Альбестроф на юго-востоке, Мондидье на юге, Нёфвиллаж и Мондидье на юго-западе, Франкальтроф на северо-западе.	
Коммуна находится на правом береге реки Альба.

## История
- Коммуна расположена на германской части Лотарингии недалеко от мозельской языковой границы.

## Демография
По переписи 2007 года в коммуне проживало 276 человек.	

## Достопримечательности
- Древнеримский тракт Мец—Страсбур.
- Городские ворота 1727 года.
- Дома XVII—XVIII веков.
- Церковь Сен-Бартелеми, полностью реконструирована в XVIII веке.
- Монолитный крест на выезде из Ленена, сооружён в 1700 году Николя Упером и Анн-Мари Вольф.